# KAGAJO☆4S
카가죠☆4S(KAGAJO☆4S)는 스타더스트 프로모션에 소속된 일본의 여성 아이돌 그룹이다. 약칭은 카가죠(カガジョ)다.

## 개요
스타더스트 프로모션에서 당초는 케이블 텔레비전의 J-COM 채널과 제휴해, 가나가와현을 기점해 아이돌 그룹로서, 2012년 10월 7일에 결성하였다.
그룹의 캐치 카피는 "스타더스트 최후의 낙원". 2013년 12월 28일의 AKIBA 컬쳐스 극장에서 행해진 이벤트에서 2014년 2월 1일에 해산하는 것을 발표.

## 구성원
- 오쿠자와 레이나(奥澤 レイナ, 1999년 2월 16일(26세)), 가나가와현 출신 - 최연장자, 전 3B junior / 전 오쿠사와무라 멤버
- 오다기리 시오리(小田桐 汐里, 1999년 5월 10일(25세)), 이바라키현 출신 - 연예계 은퇴.
- 후지모토 아미(藤本 杏, 1999년 12월 11일(25세)), 시즈오카현 출신 - 현재는 여배우로 활동.
- 우치야마 아미(内山 あみ, 2000년 1월 17일(25세)), 도쿄도 출신 - 최연소, 전 록카 자포니카 / 전 3B junior 멤버

### 전 구성원
- 마츠오 야스카(松尾 寧夏, 1991년 8월 26일(33세)), 가나가와 현 출신 - 전 S★스파이시 멤버
- 아카타니 레나(赤谷 玲菜, 1989년 2월 21일(36세)), 가나가와 현 출신
- 아이라(愛来, 2002년 12월 8일(22세)), 도쿄 도 출신 - 전 3B junior / 전 오쿠사와무라 멤버

### 싱글
| 순서 | 타이틀               | 의미              | 발매일          | 최고순위       |
| ---- | -------------------- | ----------------- | --------------- | -------------- |
| 1    | およげ! しらすちゃん | 헤엄쳐! 시라스쨩  | 2013년 7월 21일 | 13 (데일리)    |
| 2    | 毎日がクリスマス     | 매일이 크리스마스 | 2013년 12월 7일 | 45 13 (데일리) |

### 컴필레이션 앨범
- スタダ 3Bjunior ラスト大全集 (2014년 1월 1일)
  - ふじっこQQQのテーマ, KAGAJO☆4S를 수록.